# Usehat
Usehat är en ort i Indien.   Den ligger i distriktet Budaun och delstaten Uttar Pradesh, i den norra delen av landet, 220 km öster om huvudstaden New Delhi. Usehat ligger 162 meter över havet och antalet invånare är 15 068.
Terrängen runt Usehat är mycket platt. Runt Usehat är det tätbefolkat, med 550 invånare per kvadratkilometer. Närmaste större samhälle är Kakrāla, 11,3 km norr om Usehat. Trakten runt Usehat består till största delen av jordbruksmark.